# 루마니아 레우
레우(루마니아어: leu), 복수형 레이(lei)는 루마니아의 통화로 1 레우는 100 바니(bani, 단수형 반(ban))에 해당된다. "레우"는 루마니아어로 "사자"를 뜻한다.
2005년 7월 1일에 실시된 화폐 개혁에 따라 옛 10,000 레이는 새 1 레우로 대체되었다. 현재는 1, 5, 10, 50 바니 동전과 1, 5, 10, 20, 50, 100, 200, 500 레이 지폐가 통용된다. 50 바니는 수집가들을 위해서 매년 기념주화로 디자인이 다르게 출시되기도 하지만 온라인상의 실제 가격은 액면가보다 한참 비싼 1유로 가까이에 거래된다고 한다.

## 같이 보기
- 몰도바 레우